# Alfa Romeo Montreal
Alfa Romeo Montreal togs fram som Alfa Romeos flaggskepp inför världsutställningen i Montréal 1967.
Montreal är en 2+2-sitsig sportkupé utrustad med en mindre V8 på 2593cc som ger 200 hk. Denna motor var tillåten att varva till 7000 rpm, vilket var extremt för den tiden.
Modellen gick i serietillverkning och tillverkades i totalt 3917 exemplar mellan åren 1971 och 1977. Montreal var en dyr bil, med högre pris än Porsche 911, vilket begränsade försäljningen. Det bästa året var 1972 då nästan 2/3 av produktionen skedde. Året därpå kom oljekrisen och bensintörstiga bilar rasade i popularitet.